# Janne Långben
Jan "Janne" Långben (engelska: G. G. "Goofy" Goof), vardagligen bara Långben, är en film- och seriefigur i produktioner från Walt Disney Company. Han är en fabelhund.

## Långben i kortfilmer
Långben introducerades 1932 som en bifigur i kortfilmerna med Musse Pigg i huvudrollen. Ganska snart började han ta allt större utrymme och redan 1939 fick han sin egen spinoff-serie med kortfilmerna A Goofy Cartoon. Den första av dessa var Jan Långben och gräshoppan 1939, där han beger sig ut på fisketur med gräshoppan Wilbur. Fram till 1965, då serien lades ned, producerades 48 sådana filmer, ofta i form av instruktionsvideor. Pinto Colvig var Långbens röst ända till 1965.
År 1992 var Långben huvudfiguren i den tecknade TV-serien Långbens galna gäng (Goof Troop), som även har fått två uppföljare i form av långfilmer, Janne Långben – The Movie och En extremt långbent film. Långben har senare även haft en central roll i TV-serien Musses verkstad och dess uppföljare Hos Musse, där han arbetar som kypare. Han är också med i Musses klubbhus och Ducktales.
I samband med att Långben firade 75-årsjubileum 2007 släpptes kortfilmen Hur du installerar din hemmabio på bio som en hyllning till de äldre Långben-kortfilmerna.

## Långben i de tecknade serierna
I serierna slog sig Långben tidigt ihop med Musse Pigg som deckare mot bland andra Svarte Petter och hans medhjälpare Borstis och Dum-Dum, samt Spökplumpen, Putte, Knölen och Emil Örn. Han har en kusin (halvbror) som heter Indiana Jöns, en äventyrare som ofta drar med Musse på äventyr världen runt. Det händer att Långben får följa med.
Långben har en intelligent brorson, Gilbert, som även medverkar i serierna om Stål-Långben. Tillsammans med Musse gör Långben även tidsresor med hjälp av den tidsmaskin som professor Zapotec och Dr Marlin byggt och gömt i källaren på Ankeborgs historiska museum.
Disneytecknaren Paul Murry var känd för att teckna Långben på ett speciellt sätt som ingen annan tecknare gjorde.

## Långben i Kingdom Hearts
I spelserien Kingdom Hearts är Långben en riddare som tillsammans med Kalle Anka beger sig ut för att rädda Kung Musse Pigg. På vägen möter de Sora. De går ut tillsammans för att inte bara leta efter Musse utan även för att leta efter Soras vänner och samtidigt förinta The Heartless. Långben är som vanligt både klumpig och dum, men han är modigare och starkare.

## Långbens karaktär
Långben ter sig ofta obegåvad, tankspridd och klumpig. Han har ofta egensinniga lösningar på problem, till exempel i Musse Pigg på camping. Han har ofta tur, om än inte i samma grad som Alexander Lukas. Han är också känd för att han skrattar på ett mycket speciellt sätt. Hans skratt låter ungefär: ”U-huck!”

## Stål-Långben
I vissa serier har Långben ett alter ego som superhjälten Stål-Långben (engelska Super Goof). Genom att äta ståljordnötter som han odlar på sin bakgård, får han flygförmåga och övernaturlig styrka med flera krafter, som oftast motsvarar dem som Stålmannen har. Även hans karaktär förändras; han blir mer intelligent.

## Röstskådespelare

### Engelska
- - Pinto Colvig (1932–1938, 1943–1967)
  - George Johnson (1939–1943)
  - Bob Jackman (1951)
  - Hal Smith (1983)
  - Tony Pope (1986–1988) – Sportfånen Långben som fotbollsstjärna, Vem satte dit Roger Rabbit
  - Will Ryan (1986–1987) – DTV Valentine, Down and Out With Donald Duck
  - Bill Farmer (1987–nuvarande)

### Svenska
- - Folke Rydberg (1950)
    - 1950 – Pank och fågelfri (originaldubbning)

- - Hans Lindgren (1983–1994)
    - 1983 – Musse Piggs julsaga (originaldubbning)
    - 1992 – Långbens galna gäng
    - 1994 – Sportfånen Långben som fotbollsstjärna (VHS-dubb)
    - Disneys kortfilmer[förtydliga]

- - Jan Modin (1996)
    - 1996 – Janne Långben – The Movie[4]

- - Johan Lindqvist (2000–nuvarande)
    - 2000 – Musses verkstad
    - 2002 – Musse Piggs julsaga (omdubbning)
    - 2003 – Hos Musse
    - 2006–2013 – Musses klubbhus
    - 2007 – En extremt långbent film (DVD-dubb)